# Vogelsang (Rostock)

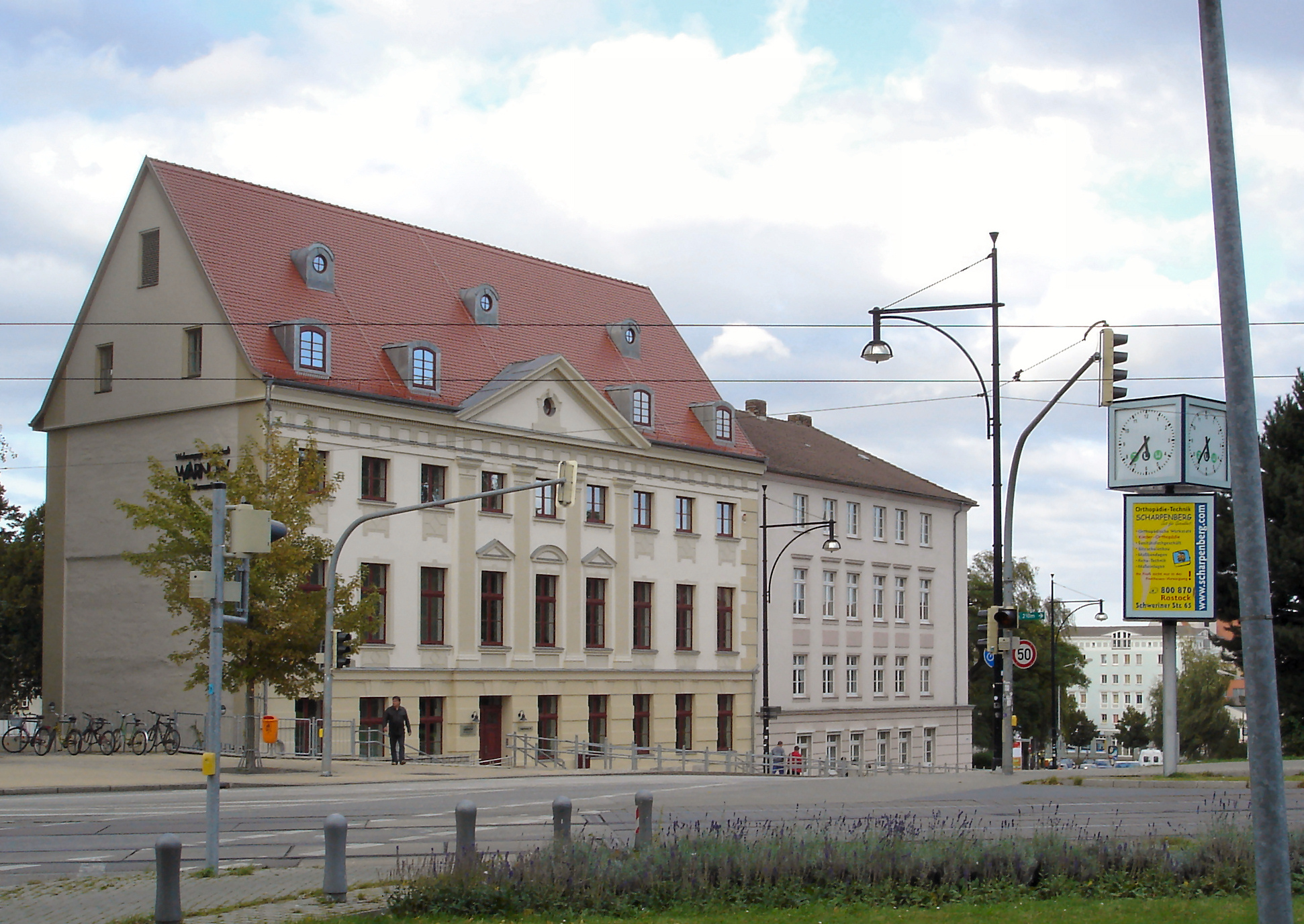
Ehemalige Ritterschaftliche Bibliothek

Der Vogelsang in Rostock ist eine kurze Straße im Zentrum der Hansestadt und befindet sich nordöstlich des Chors der Rostocker Marienkirche. Sie ist Teil der einstigen Rostocker Mittelstadt und verbindet heute die Lange Straße mit der Krämerstraße. Der klangvolle Name des Vogelsangs leitet sich wahrscheinlich von einem Garten ab, der sich früher dort befand.
Vor dem Vier-Nächte-Bombardement im April 1942 war die Straße beidseitig bebaut, vor allem auf der Südseite standen prachtvolle Giebelhäuser. Das einzige, heute noch vorhandene historische Gebäude ist das palaisartige, klassizistische Haus auf der Nordseite. Es wurde 1832 als Sitz der Ritterschaftlichen Bibliothek errichtet und später von der Universität Rostock genutzt. Heute befindet sich in diesem Gebäude die Geschäftszentrale einer Rostocker Wohnungsgenossenschaft. Die Südseite der Straße ist bis heute unbebaut. Auf den ersten Blick ist der Vogelsang kaum als eigenständige Straße zu erkennen.